# Rue Boudreau
La rue Boudreau est une voie du 9e arrondissement de Paris, en France.

## Situation et accès
La rue Boudreau est une voie publique située dans le 9e arrondissement de Paris. Elle débute au 7, rue Auber et se termine au 28, rue de Caumartin.

## Origine du nom
Elle porte le nom d'André Boudreau, qui était greffier de la ville de Paris en 1780.

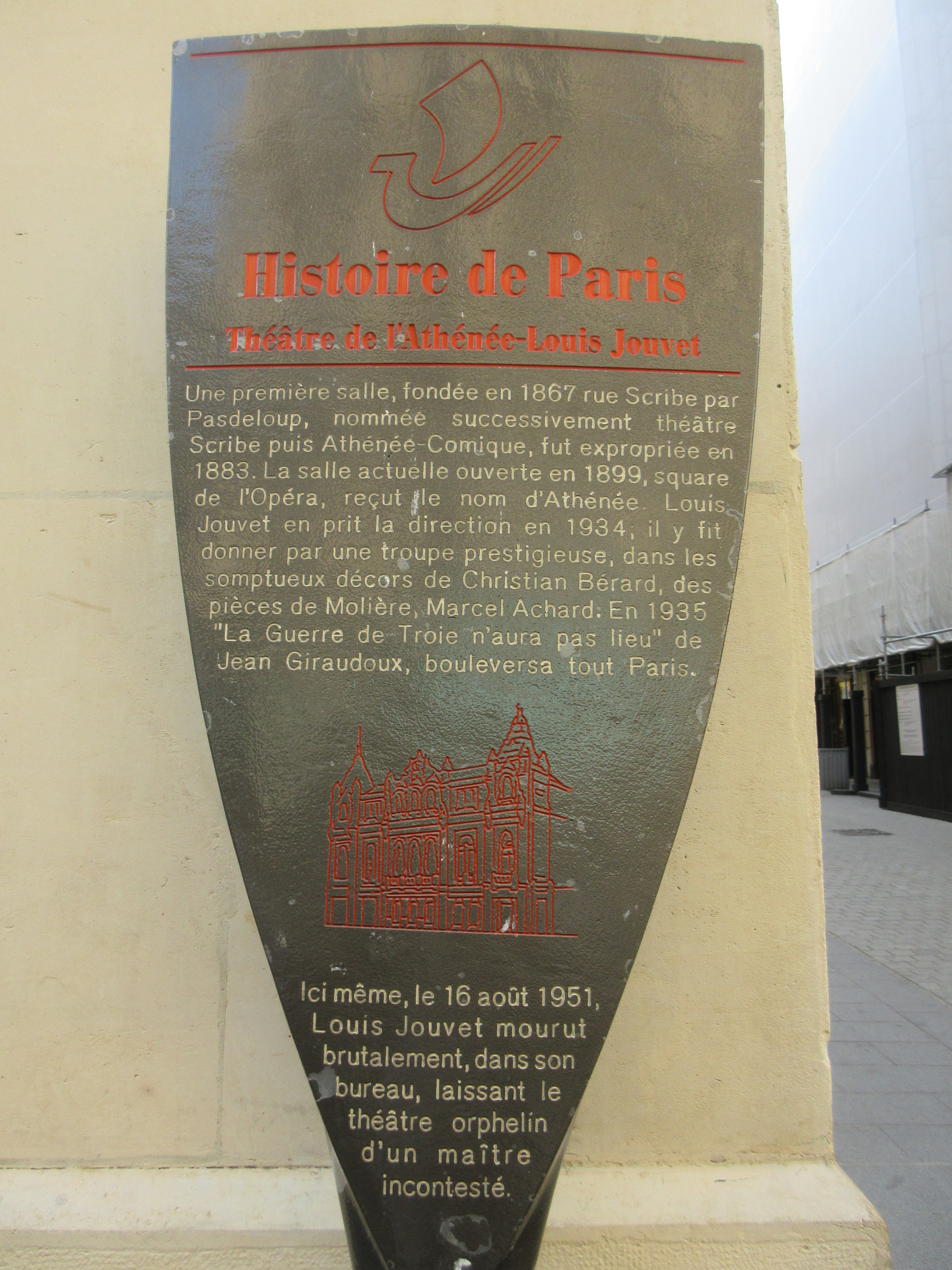
Panneau Histoire de Paris
« Théâtre de l'Athénée-Louis-Jouvet »

## Historique
La partie située entre la rue de Caumartin et l'ancienne rue Trudon est ouverte par lettres patentes du 3 juillet 1779.

## Bâtiments remarquables et lieux de mémoire
- L'Eden-Théâtre. Construit dans un style d'inspiration indo-égyptienne, et superbement décoré par Georges Clairin, ce théâtre fut inauguré le 7 janvier 1883. La scène grandiose permettait d'accueillir de luxueux ballets, mais les recettes, bien que convenables, ne réussirent à couvrir l'énormité des frais engagés. À partir de 1888 la programmation se tourne plutôt vers l'opérette. Ce théâtre fut nommé respectivement « Théâtre Lyrique » (1890) et « Grand-Théâtre » (1892-1893). Redevenu l'Eden-Théâtre en novembre 1893, il ferme définitivement ses portes le 12 décembre de cette même année. Après sa démolition, au même emplacement, s'élève aujourd'hui l'Athénée-Louis-Jouvet[1].